# Michelle Dockery
Pour les articles homonymes, voir Dockery.
Michelle Dockery, née le 15 décembre 1981 à Romford dans l'Essex en Angleterre au Royaume-Uni, est une actrice et chanteuse britannique. 
Elle est surtout connue mondialement pour avoir tenu le rôle de lady Mary Crawley dans la série Downton Abbey et ses suites cinématographiques — entre 2010 et 2025 — un rôle qui lui a valu le Prix Variety au Festival CanneSéries en 2018. 
En parallèle du cinéma, elle mène une carrière de chanteuse. D'abord en solo en se produisant sur plusieurs festivals de jazz, avant de former avec son partenaire à l'écran Michael C. Fox le duo Michael & Michelle à partir de janvier 2022.

## Biographie
Elle est la fille de Michael Francis Dockery et de Lorraine Witton. Elle a deux sœurs plus âgées, Joanne (née en 1978) et Louise (née en 1976). 
Elle a été scolarisée à la Chadwell Heath Foundation School, désormais dénommée Chadwell Heath Academy. 
Elle est membre du National Youth Theatre et suit une formation à la Guildhall School of Music and Drama avant de recevoir son diplôme en juillet 2004. 

### Vie privée
En 2013, par l’intermédiaire de l’acteur Allen Leech, un de ses partenaires dans Downton Abbey, elle rencontre John Dineen, qui travaille dans les relations publiques. Ils se fiancent mais John décède le 13 décembre 2015 d’une forme rare de cancer, diagnostiquée en début d'année.
En septembre 2023, elle se marie avec Japser Waller-Bridge, le frère de Phoebe Waller-Bridge (Fleabag), après quatre ans de relation.

## Carrière
Michelle Dockery commence sa carrière au Royal National Theatre. Elle fait ses débuts à la télévision dans le rôle de Susan Sto Helit sur Sky One dans Les Contes du Disque-Monde en 2005.
En 2006, elle reçoit un prix au Ian Charleson Awards pour sa performance dans Pillars of the Community au National Theatre.
L'actrice apparaît dans Burnt by the Sun au National Theatre pour lequel elle reçoit le prix de la meilleure actrice aux Olivier Award.
En 2008, sur Channel 4, elle joue Kathryn dans The Red Riding Trilogy et est apparue dans Waking the Dead.
En 2009, elle obtient le rôle principal, d'Anne, une gouvernante, dans le téléfilm Le Tour d'écrou.
Elle se fait connaître du grand public à partir de 2010 avec son rôle de Lady Mary Crawley dans la série télévisée Downton Abbey, de Julian Fellowes, qui a été diffusée sur la chaîne ITV. Elle joue aux côtés de Maggie Smith (qui interprète sa grand-mère). Elle reçoit plusieurs nominations pour ce rôle, notamment aux Golden Globes, aux Emmy Awards, aux Screen Actors Guild Awards et aux Critics Choice Television Awards. Toute la distribution de la série remporte le Screen Actors Guild Award de la Meilleure distribution dans une série dramatique quatre années consécutives (2013, 2014, 2015 et 2016).
En 2011, elle fait ses premiers pas au cinéma dans le film de Joe Wright : Hanna. Le réalisateur lui offre un nouveau rôle dans son film Anna Karenina l'année d'après. De même en 2012, elle joue dans la série The Hollow Crown et elle prête également sa voix lors d'un épisode d'American Dad !
En 2014, elle apparaît aux côtés de Liam Neeson et Julianne Moore dans le thriller Non-Stop, puis l'année suivante elle tourne dans Renaissances avec Ryan Reynolds et Ben Kingsley.
En 2017, elle joue dans À l'heure des souvenirs. Elle obtient un rôle dans la série Godless avec Jack O'Connell et joue ensuite dans Angie Tribeca.
En 2019, elle reprend son rôle de Lady Mary dans le film Downton Abbey puis remplace Kate Beckinsale l'année suivante dans The Gentlemen de Guy Ritchie. Toujours en 2020, elle joue aux côtés de Chris Evans dans la mini-série Defending Jacob

### Divers
Michelle Dockery est également une chanteuse de jazz. Elle a chanté lors du 50e anniversaire du club de jazz Ronnie Scott's à Londres, et a parfois chanté avec Sadie et Les têtes brûlées (Hotheads), un groupe formé par Elizabeth McGovern, qui joue sa mère dans Downton Abbey. 
Elle avait été auditionnée pour tenir le rôle de Mary Poppins dans Le Retour de Mary Poppins mais n'a pas été retenue par Rob Marshall qui lui a préféré Emily Blunt.

## Filmographie

### Cinéma

#### Années 2010
- 2011 : Hanna de Joe Wright : La fausse Marissa
- 2012 : Anna Karénine (Anna Karenina) de Joe Wright : La princesse Myagkaya
- 2014 : Non-Stop de Jaume Collet-Serra : Nancy
- 2015 : Renaissances (Self/Less) de Tarsem Singh : Claire Hayes
- 2017 : À l'heure des souvenirs (The Sense of an Ending) de Ritesh Batra : Susie Webster
- 2019 : Downton Abbey de Michael Engler : Lady Marie Crawley Talbot

#### Années 2020
- 2020 : The Gentlemen de Guy Ritchie : Rosalind Pearson
- 2022 : Downton Abbey 2 : Une Nouvelle Ère (Downton Abbey: A New Era) de Simon Curtis : Lady Mary Crawley Talbot
- 2023 : Boy Kills World de Moritz Mohr :
- 2024 : Here de Robert Zemeckis : Mme Harter
- 2025 : Vol à haut risque (Flight Risk) de Mel Gibson : l'agent Madelyn Harris
- 2025 : Downton Abbey 3 de Simon Curtis  : Lady Mary Crawley Talbot

### Courts métrages
- 2010 : Spoiler d'Ed Whitmore : Une fille gothique
- 2010 : Shades of Beige d'Aimee Powell : Jodie
- 2012 : Out of Time de Josh Appignanesi et Jonathan de Villiers : La femme

### Télévision

#### Séries télévisées
- 2005 : Fingersmith : Betty
- 2006 : Les Contes du Disque-Monde (Hogfather) : Suzanne Sto Hélit
- 2007 : Inspecteurs associés (Dalziel and Pascoe) : Aimee Hobbs
- 2008 : Heartbeat : Sue Padgett
- 2009 : Meurtres en sommeil (Waking the Dead) : Gemma Morrison
- 2009 : Cranford : Erminia Whyte
- 2010 - 2015 : Downton Abbey : Lady Mary Crawley
- 2012 : The Hollow Crown : Lady Percy
- 2012 : American Dad ! : La narratrice (voix)
- 2013 : Les Griffin (Family Guy) : La femme anglaise (voix)
- 2016 - 2017 : Good Behavior : Letty Raines
- 2017 : Godless : Alice Fletcher
- 2017 : Angie Tribeca : Victoria Nova
- 2019 : Tuca & Bertie : Lady Netherfeld (voix)
- 2020 : Défendre Jacob : Laurie Barber
- 2022 : Anatomie d’un scandale (Anatomy of a Scandal) : Kate Woodcroft

#### Téléfilms
- 2007 : Consent de Brian Hill : Mel
- 2008 : Poppy Shakespeare de Benjamin Ross : Dawn
- 2009 : Red Riding : In the Year of Our Lord 1974 de Julian Jarrold : Kathryn Taylor
- 2009 : Red Riding : In the Year of Our Lord 1983 d'Anand Tucker : Kathryn Taylor
- 2009 : The Courageous Heart of Irena Sendler de John Kent Harrison : Ewa Rozenfeld
- 2009 : Le Tour d'écrou (The Turn of the Screw) de Tim Fywell : Anne
- 2012 : La Vie aux aguets (Restless) d'Edward Hall : Ruth Gilmartin
- 2015 : Downton Abbey : Le drôle Noël de Robert (Text Santa) de Julian Fellowes : Lady Mary Crawley
- 2016 : Downton Abbey : A la recherche du père noël (Text Santa 2) de Julian Fellowes : Lady Mary Crawley (caméo)

## Théâtre
- 2004 : His Dark Materials : Lyra, National Theatre, Londres
- 2005 : The UN Inspector, National Theatre, Londres
- 2005 : Pillars of the Community : Dina, National Theatre, Londres
- 2007 : Dying for It : Kleopatra, Almeida Theatre, Londres
- 2008 : Pygmalion : Eliza Doolittle, Old Vic Theatre, Londres
- 2008 : Oncle Vania : Yelena, Tournée au Royaume-Uni (en résidence au Rose Theatre de Kingston en janvier)[4].
- 2009 : Burnt By The Sun : Maroussia, National Theatre, Londres

## Discographie
- 2022 : The Watching Silence (avec Michael C. Fox sous le nom "Michael and Michelle") - EP

## Distinctions
| Année | Prix                                          | Catégorie                                                  | Travail                                             | Résultat   |
| ----- | --------------------------------------------- | ---------------------------------------------------------- | --------------------------------------------------- | ---------- |
| 2005  | Ian Charleson Awards                          | Meilleure actrice                                          | Pillars of Community                                | Nomination |
| 2007  | Ian Charleson Awards                          | Meilleure performance d'une actrice — 2d prix              | Pygmalion                                           | Lauréat    |
| 2008  | Evening Standard Award                        | Meilleure nouvelle venue                                   | Pygmalion                                           | Nomination |
| 2010  | Laurence Olivier Award                        | Meilleure actrice dans un second rôle                      | Burnt by the Sun                                    | Nomination |
| 2011  | Monte-Carlo Television Festival               | Meilleure actrice dans une série dramatique                | Downton Abbey                                       | Nomination |
| 2012  | Monte-Carlo Television Festival               | Meilleure actrice dans une série dramatique                | Downton Abbey                                       | Nomination |
| 2012  | Critics' Choice Television Award              | Meilleure actrice dans une série dramatique                | Downton Abbey                                       | Nomination |
| 2012  | Glamour Awards                                | Editor's Special Award                                     | NC                                                  | Lauréat    |
| 2012  | Primetime Emmy Awards                         | Meilleure actrice dans une série dramatique                | Downton Abbey                                       | Nomination |
| 2012  | Satellite Awards                              | Meilleure actrice dans une série dramatique                | Downton Abbey                                       | Nomination |
| 2013  | Golden Globe Award                            | Meilleure actrice dans une série dramatique                | Downton Abbey                                       | Nomination |
| 2013  | Screen Actors Guild Award                     | Meilleure actrice dans une série dramatique                | Downton Abbey                                       | Nomination |
| 2013  | Screen Actors Guild Award                     | Meilleure distribution pour une série télévisée dramatique | Downton Abbey                                       | Lauréat    |
| 2013  | Primetime Emmy Awards                         | Meilleure actrice dans une série dramatique                | Downton Abbey                                       | Nomination |
| 2013  | Huading Awards                                | Meilleure actrice                                          | Downton Abbey                                       | Lauréat    |
| 2013  | Online Film and Television Association Awards | Meilleure actrice dans une série dramatique                | Downton Abbey                                       | Nomination |
| 2014  | Primetime Emmy Awards                         | Meilleure actrice dans une série dramatique                | Downton Abbey                                       | Nomination |
| 2014  | Screen Actors Guild Award                     | Meilleure distribution pour une série télévisée dramatique | Downton Abbey                                       | Lauréat    |
| 2015  | Harper's Bazaar Women of the Year Awards      | Television Icon Award                                      | NC                                                  | Lauréat    |
| 2015  | Screen Actors Guild Award                     | Meilleure distribution pour une série télévisée dramatique | Downton Abbey                                       | Lauréat    |
| 2016  | Screen Actors Guild Award                     | Meilleure distribution pour une série télévisée dramatique | Downton Abbey                                       | Lauréat    |
| 2018  | Festival Canneséries                          | Prix Variety                                               | Récompense d'Honneur pour l'ensemble de sa carrière | Lauréat    |

## Voix françaises
| - Ingrid Donnadieu dans : - Downton Abbey (série télévisée) - Non-Stop - Good Behavior (en) (série télévisée) - Godless (série télévisée) - Angie Tribeca (série télévisée) - Downton Abbey - The Gentlemen - Défendre Jacob (série télévisée) - Anatomie d'un scandale (série télévisée) - Downton Abbey 2 : Une nouvelle ère - Boy Kills World - Vol à haut risque | Et aussi - Marie Zidi dans Irena Sendler (téléfilm) - Dorothée Pousséo dans Le tour d'écrou (téléfilm) - Laurence Bréheret dans Hanna - Louise Lemoine Torrès dans La vie aux aguets (téléfilm) |